# Зебра гірська
Гірська зебра (Equus zebra) — вид роду кінь (Equus) родини коневих (Equidae), з групи Зебра. Містить два підвиди, гірську зебру Гартмана (Equus zebra hartmannae) і гірську Капськую зебру (Equus zebra zebra).

## Морфологія
Вид рівнинної зебри гірська зебра відрізняється ширшими чорними смугами та вужчими білими проміжками, через що вона здається темнішою. «Тіньові смуги» в рівнинної зебри відсутні. На ногах смуги доходять до самих копит. Вага гірської зебри складає в середньому від 260 до 370 кг при довжині близько 2,2 м і висоти в загривку від 1,2 до 1,5 м. Гірська зебра Гартмана в середньому трохи більша і відрізняється тоншими чорними смугами, ніж гірська Капська зебра.

## Поширення

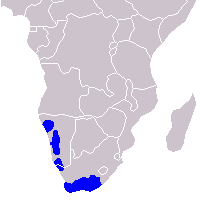
Поширення обох підвидів гірської зебри

Ареал гірської зебри значно менший від ареалу рівнинної зебри. Вона зустрічається на гірських плато Намібії і Південної Африки на висоті до 2000 м. Гірська зебра Гартмана мешкає в Намібії, а гірська Капська зебра в околицях Мису Доброї Надії.

## Поведінка
Гірські зебри живуть невеликими групами, не прив'язаними до власної території. Такі групи складаються з одного дорослого самця, приблизно п'яти самок і їх лошат. До інших самців ватажок групи ставиться дуже агресивно. Свою групу він очолює від п'яти до п'ятнадцяти років, перш ніж його заміщує молодший суперник. Самки можуть залишатися в групі все своє життя, однак якщо група стає занадто великою, вони можуть і відокремитися. Тоді лідерство в групі, що відкололася, переймає підростаючий самець. Крім сімейних груп існують й групи молодих самців, ще не заснували власну групу. Старі самці, вигнані з групи молодшими, також іноді об'єднуються в окремі групи.

## Загрози
Капська гірська зебра сьогодні винищена на всіх територіях за винятком кількох заповідників і національних парків (Мис Доброї Надії, Бонтебок, Кару і Mountain Zebra National Park). На неї велось настільки інтенсивне полювання, що при підрахунку популяції в 1937 року в ПАР було зафіксовано лише 45 живих гірських зебр. Для порятунку підвиду був заснований Mountain Zebra National Park, в якому сьогодні живуть 350 цих тварин. Приблизно така ж кількість гірських зебр живе на інших територіях, що охороняються в Південній Африці. ВООП відносить підвид капських гірських зебр до тварин під загрозою зникнення.
Хоча ситуація з гірською зеброю Гартмана трохи краща, її популяція за останнім часом знизилася. Всього в Намібії налічується 15 тисяч гірських зебр Гартмана, що у вісім разів менше, ніж їх кількість на початку XX століття. Головною причиною скорочення їх популяції є відстрілювання з боку фермерів, що розводять худобу, які таким чином прагнуть зберегти пасовища для своєї худоби. ВООП вже відносить і гірських зебр Гартмана до тварин під загрозою.